# Thérèse Sagno
Thérèse Sagno (* 7. Dezember 1976) ist eine ehemalige guineische Fußballschiedsrichterin.
Bei der Afrikameisterschaft 2010 in Südafrika leitete Sagno zwei Gruppenspiele und das Halbfinale zwischen Nigeria und Kamerun (5:1). Zwei Jahre später leitete sie bei der Afrikameisterschaft 2012 in Äquatorialguinea das Eröffnungsspiel zwischen Äquatorialguinea und Südafrika (1:0) sowie das Finale zwischen Äquatorialguinea und Südafrika (4:0).
Zudem war sie als Schiedsrichterin unter anderem bei der U-20-Weltmeisterschaft 2008 in Chile, bei der U-17-Weltmeisterschaft 2010 in Trinidad und Tobago und bei der U-20-Weltmeisterschaft 2014 in Kanada im Einsatz.